# Itera-Katusha
Itera-Katusha (código UCI: TIK), é uma equipa ciclista russa de categoria
Continental.
É equipa filial do Katusha e "filial" da formação russa ProTeam junto ao RusVelo e ainda que não é uma equipa inteiramente sub-23, a maioria dos seus ciclistas são jovens.  

## História
A equipa formou-se para a temporada de 2010, como o seguinte passo do Russian Global Cycling Project. Foi a segunda equipa continental criado pelo projecto russo, já que em 2008 tinha-se lançado o Katyusha Continental Team, equipa que em meados de 2010 desapareceu.
O Itera-Katusha foi apresentado oficialmente a 23 de fevereiro de 2010 em Bedizzole (Itália) e a primeira carreira que disputou foi quatro dias depois no Grande Prêmio dell'Insubria. A primeira vitória deu-lha Alexander Mironov a 16 de março quando ganhou o Troféu Franco Balestra. Mais treze triunfos acumulou ao longo da temporada finalizando em 16ª posição por equipas do UCI Europe Tour.
Em 2011, conseguiram 26 vitórias em diversos países como França, Portugal, Itália, Eslováquia e Bulgária, finalizando 10º no UCI Europe Tour e sendo a melhor equipa Continental no ranking europeu. Essa posição foi melhorada em 2012 quando foi 5º por equipas no calendário europeu, inclusive superando a equipas de renome como a Cofidis e a Europcar. Ademais teve em suas fileiras a quem se coroou campeão do mundo contrarrelógio sub-23 nesse ano, Anton Vorobyev.
Devido aos casos de positivo por dopagem a equipa anunciou a sua retirada face ao 2016.

## Sede
A sede da equipa encontra-se em Itália, mais precisamente em Lonato del Garda (Brescia).

## Classificações UCI
A partir de 2005 a UCI instaurou os Circuitos Continentais UCI, onde a equipa está desde que se criou dita categoria registado no UCI Europe Tour. Maioritariamente participa dentro de seu circuito ainda que também tem participado em carreiras de outros circuitos, com o qual tem estado nas classificações do UCI Europe Tour Ranking, UCI America Tour Ranking e UCI Oceania Tour Ranking. As classificações da equipa e de sua ciclista mais destacado são as seguintes:

### UCI Europe Tour
| Temporada | Classificação por equipas | Melhor corredor      | Posição |
| 2009-2010 | 16º                       | Alexander Porsev     | 51º     |
| 2010-2011 | 10º                       | Nikita Novikov       | 26º     |
| 2011-2012 | 5º                        | Viacheslav Kuznetsov | 26º     |
| 2012-2013 | 49º                       | Maksim Razumov       | 116º    |
| 2013-2014 | 29º                       | Alexander Foliforov  | 134º    |

### UCI America Tour
| Temporada | Classificação por equipas | Melhor corredor  | Posição |
| 2009-2010 | 34º                       | Alexander Porsev | 272º    |

### UCI Oceania Tour
| Temporada | Classificação por equipas | Melhor corredor      | Posição |
| 2009-2010 | 22º                       | Viacheslav Kuznetsov | 52º     |

## Palmarés
Para anos anteriores, veja-se Palmarés da Itera-Katusha

### Palmarés 2015

#### Circuitos Continentais UCI
| Datas        | Circuito                | Carreiras                                   | Ganhador           |
| 13 de março  | UCI Europe Tour de 2015 | 2.º etapa do Istrian Spring Trophy          | Sergey Nikolaev    |
| 19 de março  | UCI Europe Tour de 2015 | 1ª etapa do Grande Prêmio de Sochi (CRE)    | Itera-Katusha      |
| 2 de abril   | UCI Europe Tour de 2015 | Prologo do Tour de Kuban (CRI)              | Maxim Pokidov      |
| 4 de abril   | UCI Europe Tour de 2015 | 2ª etapa do Tour de Kuban                   | Dmitry Samokhvalov |
| 5 de abril   | UCI Europe Tour de 2015 | Tour de Kuban                               | Dmitry Samokhvalov |
| 17 de abril  | UCI Europe Tour de 2015 | 1ª etapa do Grande Prêmio de Adigueya (CRE) | Itera-Katusha      |
| 5 de maio    | UCI Europe Tour de 2015 | Prologo dos Cinco Anéis de Moscovo (CRI)    | Sergey Nikolaev    |
| 20 de junho  | UCI Europe Tour de 2015 | 3ª etapa da Volta à Sérvia                  | Sergey Pomoshnikov |
| 17 de julho  | UCI Europe Tour de 2015 | 3ª etapa do Giro do Vale de Aosta           | Matvei Mamykin     |
| 29 de agosto | UCI Europe Tour de 2015 | 7.ª etapa do Tour de l'Avenir               | Matvei Mamykin     |

## Plantel
Para anos anteriores veja-se:Elencos da Itera-Katusha

### Elenco de 2015
| Nome               | Nascimento | Nacionalidade | Equipa de 2014  |
| Sergey Belykh      | 04/03/1990 | Rússia        | Team 21         |
| Denis Borovik      | 20/10/1995 | Rússia        | Neoprofissional |
| Igor Frolov        | 23/01/1990 | Rússia        | Itera-Katusha   |
| Dmitrii Ignatev    | 27/06/1988 | Rússia        | Itera-Katusha   |
| Evgeniy Krivosheev | 22/11/1998 | Rússia        | Neoprofissional |
| Andrey Lukonin     | 02/03/1995 | Rússia        | Team 21         |
| Ivan Lutsenko      | 17/08/1995 | Rússia        | Neoprofissional |
| Matvei Mamykin     | 31/10/1994 | Rússia        | Team 21         |
| Danil Nemykin      | 13/03/1995 | Rússia        | Team 21         |
| Sergey Nikolaev    | 05/02/1988 | Rússia        | Itera-Katusha   |
| Maxim Pokidov      | 11/07/1989 | Rússia        | Itera-Katusha   |
| Sergey Pomoshnikov | 17/07/1990 | Rússia        | RusVelo         |
| Maksim Razumov     | 12/01/1990 | Rússia        | Itera-Katusha   |
| Sergey Rozin       | 05/01/1995 | Rússia        | Team 21         |
| Anton Samokhvalov  | 18/11/1986 | Rússia        | Neoprofissional |
| Dmitry Samokhvalov | 18/11/1986 | Rússia        | Neoprofissional |
| Denis Zhuykov      | 12/10/1993 | Rússia        | Team 21         |

1. ↑  Desde 22 de junho.
2. ↑  Até 31 de julho.